# QBZ-03

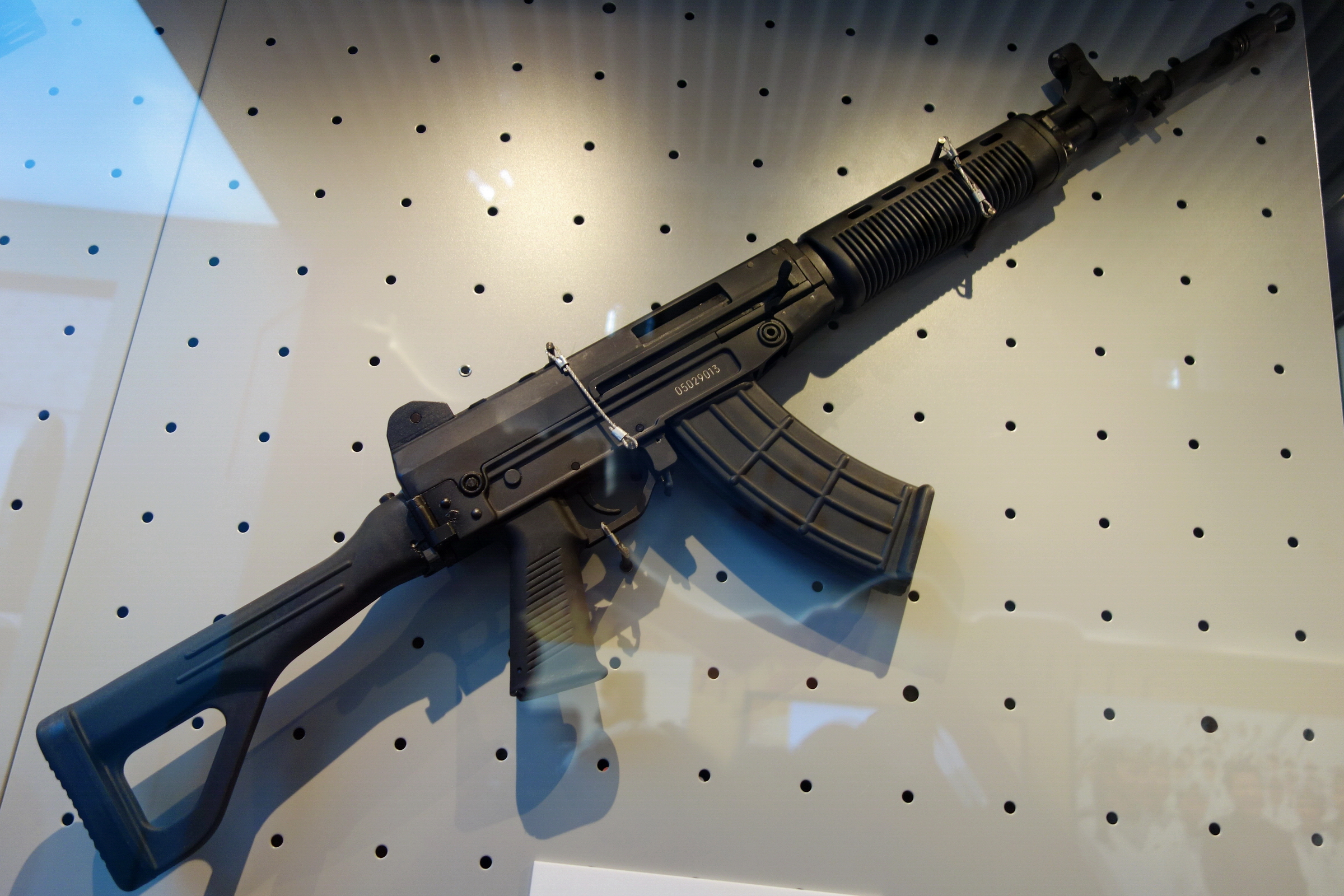
QBZ03

Le QBZ-03 est un fusil d'assaut de fabrication chinoise. 
Au début des années 2000, l'armée populaire de libération chinoise s'aperçoit que son fusil d'assaut bullpup QBZ-95 présente quelques défauts et décide de le réserver à ses Forces spéciales.  China North Industries Corporation conçoit alors le QBZ-03, un modèle d'architecture classique.

## Présentation
Ce fusil d'assaut d'assaut est la synthèse des Type 81 (mécanisme) et du SIG-550 (ergonomie et crosse repliable). Ses organes de visée sont standards. Sa munition est celle du Type 95. Sa portée efficace est courte : 400 m. Sa version export tire lui du 5,56 x 45 mm OTAN (acceptant les chargeurs STANAG (type M16).

## Fiche technique
- Origine :  République populaire de Chine
- Cartouches : 5,8 mm DBP87
- Masse du FA vide : 3,5 kg
- Longueur minimale/maximale : 725/960 mm
- Cadence de tir théorique : 700 coups par minute
- Capacité du chargeur courbe : 30 cartouches

## Culture Populaire
- Le QBZ-03 apparaît dans le jeu vidéo Homefront sous la désignation T3AK.
- Il réapparaît dans le jeu vidéo Insurgency: Sandstorm

## Sources
Cette notice est issue de la lecture des revues spécialisées de langue française suivantes :
- Cibles (Fr)
- Action Guns  (Fr)
- Raids(Fr)
- Assaut (Fr)